# Råls Småsjö
Råls Småsjö är en sjö i Färgelanda kommun i Dalsland och ingår i Göta älvs huvudavrinningsområde.